# Аплохейлус Кірхмаєра
Аплохейлус Кірхмаєра (Aplocheilus kirchmayeri) або карликовий панхакс — тропічний вид коропозубоподібних риб з родини аплохейлових (Aplocheilidae).
Отримав назву на честь німецького акваріуміста Йозефа Кірхмаєра (нім. Josef Kirchmayer), який виявив цих риб, привіз їх до Європи й першим почав розводити в акваріумних умовах.
Бентопелагічний вид, не належить до сезонних коропозубих, не мігрує.

## Опис
Дрібний вид, максимальний розмір становить лише 5,0 см загальної довжини. Форма тіла типова для аплохейлусів. Спинний плавець видовжений, його задній кінець виходить за межі вертикалі, проведеної через основу хвостового плавця.
Дорослі самці мають сріблясте тіло. На цьому тлі гарно контрастують мідно-зелені луски. Боками проходять 3-4 поздовжні ряди яскраво-червоних крапок. Непарні плавці мають жовто-зелений колір і вкриті великою кількістю червоних крапочок. Біля основи спинного плавця є чорна цятка.
Самки сіро-оливкового кольору з невеликою кількістю блискучих зелених лусочок на тілі, якщо вони взагалі є.

## Поширення
Aplocheilus kirchmayeri водиться у водоймах західного узбережжя Індії, зокрема в Гоа. Гоа — це невеликий індійський штат, територія якого майже повністю забудована, тут багато туристичних об'єктів, а середовищ існування для риб лишилося мало.
Аплохейлус Кірхмаєра зустрічається в прісних водоймах, а також у водоймах із солонуватою водою, до яких під час припливів потрапляє морська вода. Ці рибки були виявлені й у невеличких калюжах серед болотистої місцини. В одній із водойм, де мешкали риби, температура води трохи перевищувала 32 °C, а твердість становила 9 °GH.

## Утримання в акваріумі
Аплохейлус Кірхмаєра рідко трапляється в акваріумах, цих риб не імпортують на регулярній основі й не розводять на продаж. Рибки мають привабливе забарвлення й відносно мирні. Їх досить легко утримувати та розводити, але важко знайти.
Ідеальним для утримання виду є невеличкий акваріум приблизно на 20 літрів. Якщо є намір розводити риб, в акваріумі місткістю 20-40 літрів можна тримати 3-4 рибки.
Коли разом живе більше одного самця, між ними виявляється суперництво й встановлюється певна ієрархія. Найсильніший самець переслідує інших і навіть час від часу щипає їх за плавці. Але летальних випадків, як це має місце в більших видів (A. lineatus і A. panchax), у A. kirchmayeri не спостерігалося.
Якщо риби походять із солонуватої води, до акваріумної рекомендується додати трохи солі (приблизно половина чайної ложки солі на 20 літрів води). Проте аплохейлуси Кірхмаєра швидко звикають до води з різними характеристиками.
Беруть різноманітні дрібні корми: наупліуси артемій, які щойно вилупились, живі та заморожені мотиль та дафнії, нарізаний трубковик, дрібні гранули сухого корму. Проте ці риби годуються з поверхні й надають перевагу дрібним комахам, зокрема безкрилим плодовим мушкам.